# Матюгино (Псковская область)
Матюгино — деревня в Бережанской волости Островского района Псковской области.
Расположена на берегу реки Утроя, в 10 км к юго-западу от города Остров.

## Население
| 2001 | 2002 | 2010 |
| ---- | ---- | ---- |
| 50   | ↘39  | ↘25  |

Численность населения деревни по состоянию на 2000 год составляла 50 жителей.

## История
До 2006 года входила в состав ныне упразднённой Пальцевской волости с административным центром в д. Федосино.